# .mf
mf. هو امتداد خاص مقترح بالعناوين الإلكترونية (نطاق) للمواقع التي تنتمي إلى سانت مارتن الفرنسية، لكنه لم يعد مستخدما، حيث يستعمل نطاق غوادلوب (.gp) أو نطاق فرنسا (.fr).
أما الشطر الهولندي سينت مارتن والتي هي جزء من جزر الأنتيل الهولندية السابقة والجزر الكاريبية الهولندية الحالية فهو يستخدم الامتداد .sx.